# Muriel Stafford
Muriel Emily Stafford (geb. Gidley; * 1. April 1906 in Adrian/Michigan; † 30. Dezember 2004 in Toronto) war eine kanadische Organistin, Chorleiterin und Musikpädagogin.

## Leben
Stafford wuchs im kanadischen Leamington auf und wurde dort 1921 Organistin an der St. John's Anglican Church. Von 1925 bis 1927 studierte sie am Royal Conservatory of Music in Toronto bei Healey Willan, George Douglas Atkinson und Ernest Seitz. Im Fach Orgel erhielt sie 1926 eine Goldmedaille. 1927 wurde sie Organistin und Chorleiterin an der neuen Park Road Baptist Church. Sie hatte diese Stelle bis 1958 inne. Hier leitete sie ein jährliches Weihnachtsprogramm, bei dem Werke wie Willans Mystery of Bethlehem, Martin Shaws The Crib und Benjamin Brittens A Ceremony of Carols zur Aufführung kamen. Ab 1970 war sie Organistin und Musikdirektorin an der Yorkminster Park Baptist Church.
Als Konzertorganistin debütierte Stafford 1933. Sie trat bei Veranstaltungen der Casavant Society auf und unternahm Tourneen durch Kanada. Sie war Präsidentin des Women's Musical Club of Toronto und Ehrenmitglied des Toronto Heliconian Club, erstes weibliches Vorstandsmitglied des Regionalverbandes Toronto des Royal Canadian College of Organists und 1957–59 erste weibliche Präsidentin des Landesverbandes, der sie mit einem Distinguished Service Award ehrte. Von 1927 bis 1952 unterrichtete sie Klavier und Orgel am Royal Conservatory of Music.

## Quelle
- Muriel Stafford. In:  Encyclopedia of Music in Canada. herausgegeben von The Canadian Encyclopedia (englisch, französisch).

| Personendaten    | Personendaten                                          |
| ---------------- | ------------------------------------------------------ |
| NAME             | Stafford, Muriel                                       |
| ALTERNATIVNAMEN  | Gidley, Muriel Emily                                   |
| KURZBESCHREIBUNG | kanadische Organistin, Chorleiterin und Musikpädagogin |
| GEBURTSDATUM     | 1. April 1906                                          |
| GEBURTSORT       | Adrian (Michigan)                                      |
| STERBEDATUM      | 30. Dezember 2004                                      |
| STERBEORT        | Toronto                                                |